# Cyanose
Cyanose er en blåfarvning af hud pga for højt indhold af ikke oxygeneret hæmoglobin i kapillærblodet. Cyanose kan skyldes nedsat arteriel mætning (central cyanose), som forårsages af fx lungesygdom eller ophold i iltfattige omgivelser, eller øget udnyttelse af arterieblodet (perifer cyanose) pga. forlænget cirkulationstid, afkøling eller lokal iskæmi.
| Fysiologi | Spire Denne artikel om fysiologi er en spire som bør udbygges. Du er velkommen til at hjælpe Wikipedia ved at udvide den. |